# Кампоформидо
Кампоформи́до (итал. Campoformido) — коммуна в Италии, располагается в регионе Фриули-Венеция-Джулия, в провинции Удине.
Население составляет 7628 человек (2008 г.), плотность населения составляет 344 чел./км². Занимает площадь 22 км². Почтовый индекс — 33030. Телефонный код — 0432.
Коммуна известна благодаря тому, что здесь был подписан Кампо-Формийский мир, завершивший войну революционной Франции с войсками Первой коалиции.
В коммуне 2 февраля особо празднуется Введение во храм Пресвятой Богородицы.

## Демография
Динамика населения:

## Администрация коммуны
- Официальный сайт: http://www.comune.campoformido.ud.it/